# Androsace robusta
Androsace robusta är en viveväxtart som först beskrevs av Reinhard Gustav Paul Knuth, och fick sitt nu gällande namn av Hand.-mazz. Androsace robusta ingår i släktet grusvivor, och familjen viveväxter. Inga underarter finns listade i Catalogue of Life.

## Bildgalleri

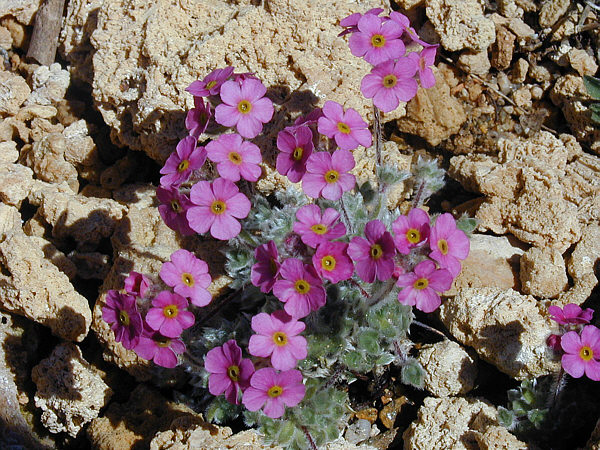
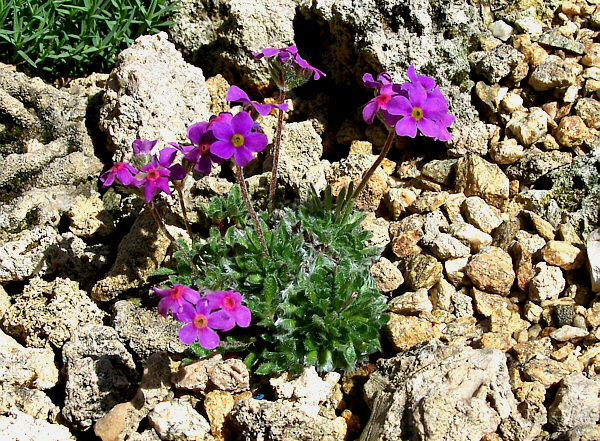
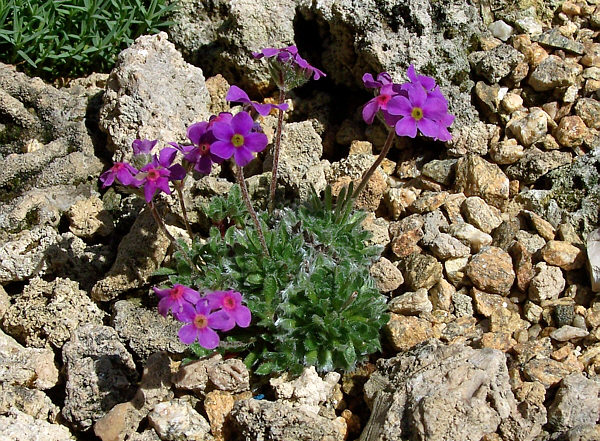